# Paul O'Donovan
Pour les articles homonymes, voir O'Donovan.
Paul O'Donovan, né le 19 avril 1994 à Skibbereen dans le Comté de Cork, est un rameur irlandais, médaillé d'argent aux Jeux olympiques de 2016 dans la spécialité du deux de couple poids légers masculin et médaillé d'or aux Jeux olympiques de 2020 permettant à l'Irlande de décrocher la première médaille d'or dans ce sport à l'Irlande. En 2024 il remporte une deuxième médaille d'or en deux de couple poids léger avec Fintan McCarthy.

## Carrière sportive
Paul O'Donovan nage avec son frère Gary.
Il remporte la médaille d'or lors des championnats d'Europe d'aviron de 2016 à Brandebourg-sur-la-Havel en Allemagne.
Il confirme sa présence au plus haut niveau en remportant une médaille d'argent lors des Jeux olympiques d'été de 2016 à Rio de Janeiro, battus en finale par la paire française Pierre Houin et Jérémie Azou. Cette médaille est la toute première médaille olympique de l'aviron irlandais.

## Palmarès

### Jeux olympiques
- 2016 à Rio de Janeiro,  Brésil
  -  Médaille d'argent en deux de couple poids légers (détails).
- 2020 à Tokyo,  Japon
  -  Médaille d'or en deux de couple poids légers (détails) avec Fintan McCarthy.
- 2024 à Paris,  France
  -  Médaille d'or en deux de couple poids légers (détails) avec Fintan McCarthy.

### Championnats du monde
- 2016 à Rotterdam,  Pays-Bas
  -  Médaille d'or en skiff poids légers.
- 2017 à Sarasota,  États-Unis
  -  Médaille d'or en skiff poids légers.
- 2018 à Plovdiv,  Bulgarie
  -  Médaille d'or en deux de couple poids légers avec Gary O'Donovan.
- 2019 à Ottensheim,  Autriche
  -  Médaille d'or en deux de couple poids légers. avec Fintan McCarthy
- 2022 à Račice,  Tchéquie
  -  Médaille d'or en deux de couple poids légers. avec Fintan McCarthy
- 2024 à Saint Catharines,  Canada
  -  Médaille d'or en Skiff poids légers.

### Championnats d'Europe
- 2016 à Brandebourg-sur-la-Havel,  Allemagne
  -  Médaille d'or en deux de couple poids légers avec Gary O'Donovan.
- 2017 à Račice,  Tchéquie
  -  Médaille d'argent en deux de couple poids légers avec Gary O'Donovan.
- 2018 à Glasgow,  Royaume-Uni
  -  Médaille d'argent en deux de couple poids légers avec Gary O'Donovan.
- 2021 à Varèse,  Italie
  -  Médaille d'or en deux de couple poids légers avec Fintan McCarthy.
- 2022 à Munich, Allemagne
  -  Médaille d'or en deux de couple poids légers avec Fintan McCarthy.